# Pygommatius
Pygommatius is een vliegengeslacht uit de familie van de roofvliegen (Asilidae).

## Soorten
- P. alatipes Scarbrough & Marascia, 2003
- P. albatus (Martin, 1964)
- P. andamanensis (Joseph & Parui, 1983)
- P. anisoramus (Scarbrough & Hill, 2000)
- P. apoticius Scarbrough & Hill, 2005
- P. bingeri (Oldroyd, 1968)
- P. brevicornis (Curran, 1927)
- P. caligula (Oldroyd, 1970)
- P. calvus (Meijere, 1911)
- P. cingulatus (Bromley, 1936)
- P. comosus Scarbrough & Marascia, 2003
- P. daknistus (Oldroyd, 1972)
- P. dasypogon (Oldroyd, 1939)
- P. digittatus (Oldroyd, 1970)
- P. epicalus (Oldroyd, 1972)
- P. fluvius Scarbrough & Marascia, 2003
- P. grossus Scarbrough & Marascia, 2003
- P. gruwelli Scarbrough, 2007
- P. hocus (Oldroyd, 1972)
- P. hypnus (Oldroyd, 1972)
- P. imaginus Scarbrough & Marascia, 2003
- P. iriga Scarbrough & Hill, 2005
- P. jaculator (Walker, 1851)

- P. limbus Scarbrough & Marascia, 2003
- P. litoreus Scarbrough & Marascia, 2003
- P. lulua Scarbrough & Marascia, 2003
- P. magnipes Scarbrough & Marascia, 2003
- P. misamis Scarbrough & Hill, 2005
- P. montanus Scarbrough & Hill, 2005
- P. neglectus (Bromley, 1936)
- P. nicobarensis (Joseph & Parui, 1983)
- P. nilgiriensis (Joseph & Parui, 1989)
- P. pectinus Scarbrough & Marascia, 2003
- P. porticus Scarbrough & Marascia, 2003
- P. renudus Scarbrough & Marascia, 2003
- P. scinius (Oldroyd, 1972)
- P. segouensis Scarbrough & Marascia, 2003
- P. strigiatus Scarbrough & Marascia, 2003
- P. talus Scarbrough & Marascia, 2003
- P. vultus Scarbrough & Marascia, 2003